# Молино Марко (Новара)
Молино Марко је насеље у Италији у округу Новара, региону Пијемонт.
Према процени из 2011. у насељу је живело 28 становника. Насеље се налази на надморској висини од 249 м.